# 埃及航空
埃及航空（阿拉伯語：مصر للطيران）是埃及的國家航空公司，故中文一般簡稱埃航。該航空公司的總部設在開羅，並以開羅國際機場為樞紐。公司由埃及政府全資擁有，經營定期航班服務至超過50個目的地，包括歐洲、非洲、中東、東南亞，東亞、美國及國內航線，過往曾開辦來往澳洲之航線。

## 歷史
埃及航空成立於1932年6月7日，並於1933年7月開始營運。當時聯同Airwork Company共同成立Misr Airwork。第二次世界大戰期間，埃及政府接管航空公司並於1949年改名為 Misr Air。1961年1月，因埃及及敘利亞建立新的政治聯繫，Misr Air與敘利亞航空公司（Syrian Airways）共同成立阿拉伯聯合航空公司（United Arab Airlines (UAA)），但這協議只維持了短暫時間。此名稱維持了一段時間，直至1971年10月才更改為埃及航空（EgyptAir）。
埃及航空為中東地區首間經營噴射客機的航空公司。航空公司共聘請約22,000員工，於2000財政年度，埃及航空的全球總收入達10億美元，利潤達3,500萬美元。航空公司曾於2002年進行重組，進一步提升公司效率。(參考：A new take-off?)
埃及航空全資擁有西奈航空（Air Sinai）及擁有開羅航空60%股份。
埃及航空於2007年4月起開辦區域航線支部。新成立的子公司名為EgyptAir Express，於2007年首季擁有6架巴西航空工業（Embraer） 生產的Embraer 170，航空公司亦有另外6架的選擇購買權。

## 航點

### 航空聯盟
2007年10月，星空聯盟通過埃及航空的入盟申請，成為第二間加入星空联盟的非洲藉航空公司。2008年7月11日，埃及航空正式加入星空聯盟，成為聯盟第21間正式航空公司會員，同日於開羅國際機場舉行慶祝活動。

### 代碼共享
埃及航空與以下航空公司有代碼共享協議:
- 愛琴海航空
- 加拿大航空
- 中國國際航空
- 印度航空
- 韓亞航空
- 奧地利航空
- 哥倫比亞航空
- 布魯塞爾航空
- 阿提哈德航空
- 埃塞俄比亞航空
- 海灣航空
- 肯雅航空
- LOT波蘭航空
- 漢莎航空
- 摩洛哥皇家航空
- 北歐航空
- 新加坡航空
- 深圳航空
- TAP葡萄牙航空
- 南非航空
- 瑞士國際航空
- 泰國國際航空
- 土耳其航空
- 烏克蘭國際航空
- 聯合航空

### 暫停來往卡塔爾的航空服務
因應2017年卡塔爾外交問題，埃及航空按照埃及政府的指示暫停來往卡塔爾首都多哈的航空服務。

## 機隊

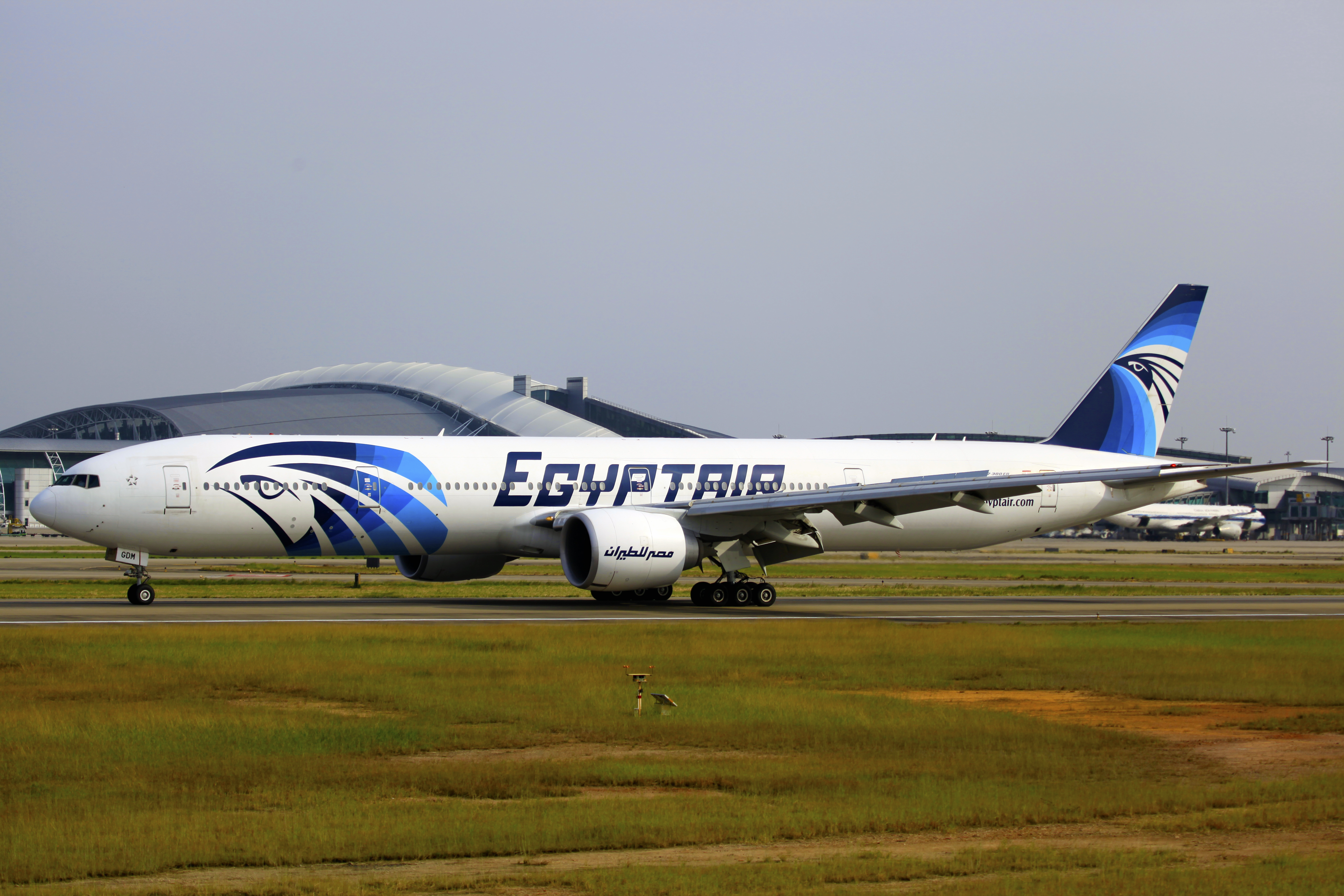
埃及航空波音777-300ER在广州白云国际机场

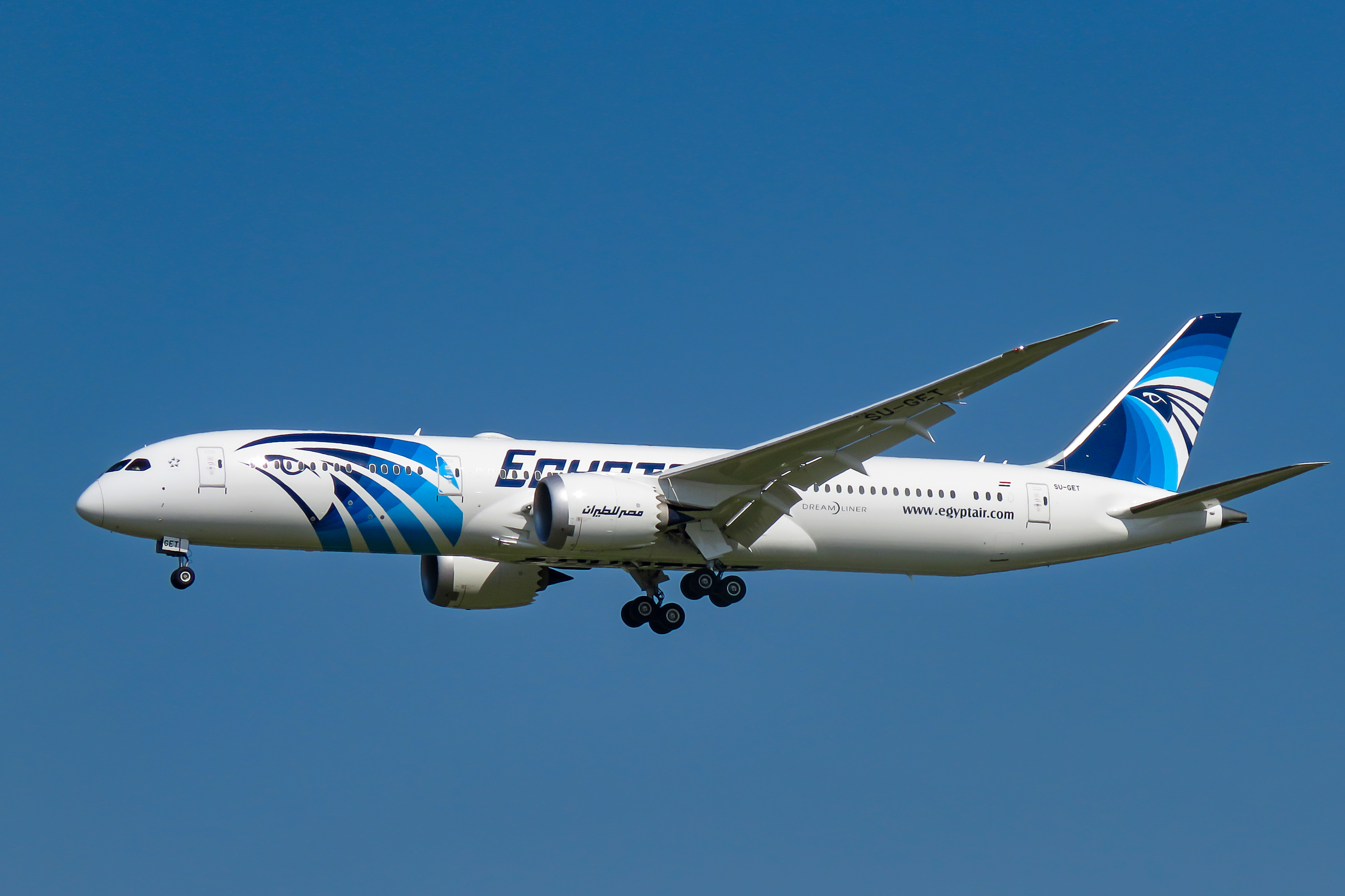
埃及航空波音787-9客機正準備降落於北京首都国际机场

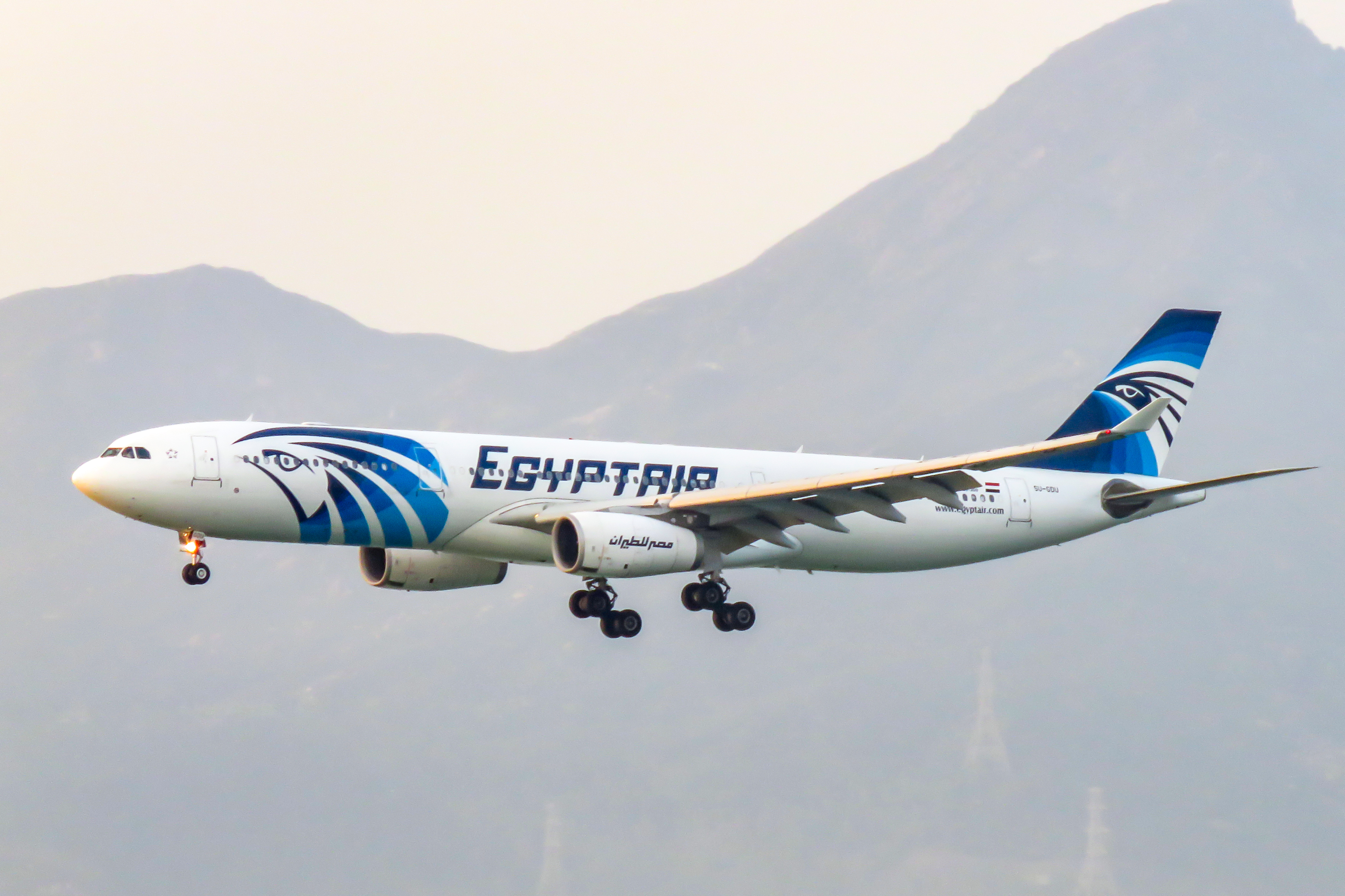
埃及航空空中巴士A330-343E客機正準備降落於香港国际机场

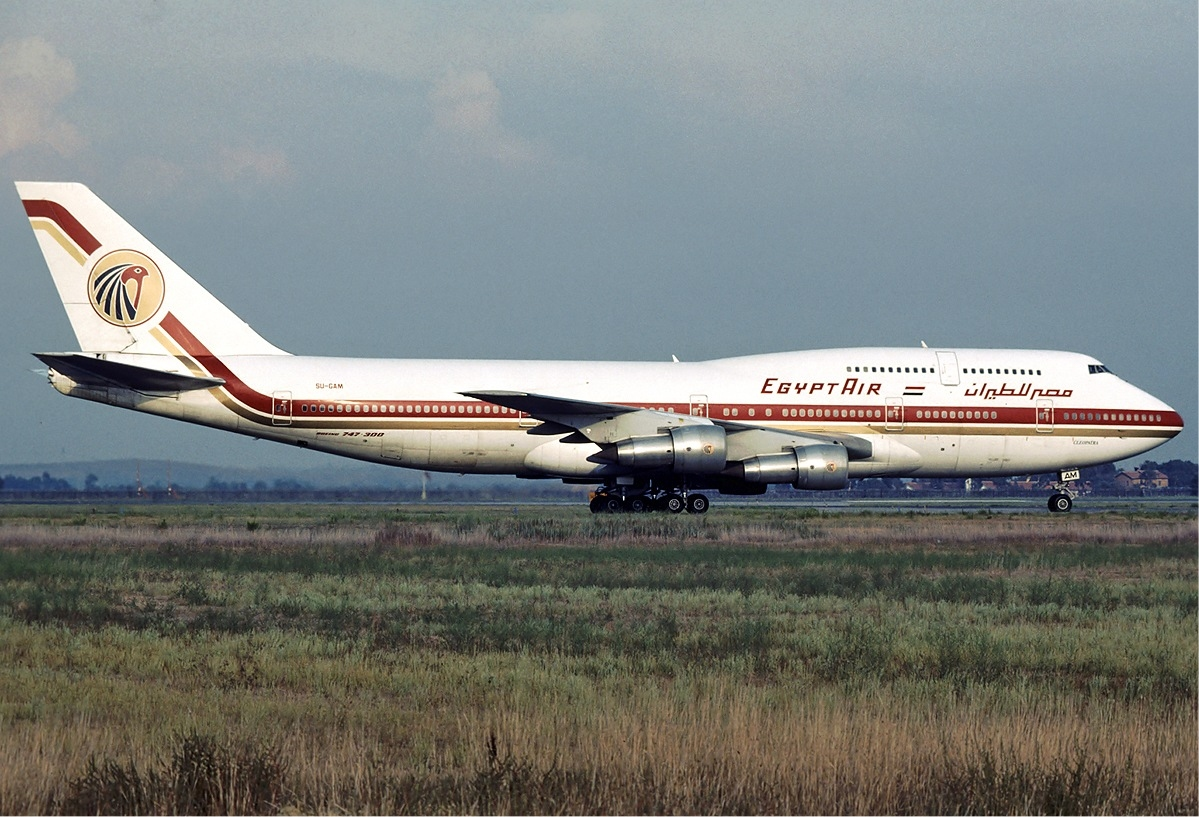
埃及航空波音747-366M（舊版塗裝）

截至2020年8月，埃及航空的機隊平均機齡是10.2年，詳情如下：

## 意外及事故
主要有死傷事故包括：
- 1963年7月28日，阿拉伯聯合航空869號班機為一架編號為SU-ALD的哈維蘭彗星型，在降落孟買機場時遭遇湍流墜海，機上63人全部遇難。
- 1972年3月19日，埃及航空763號班機（英语：EgyptAir Flight 763）（租借亚德里亚航空編號YU-AHR的DC-9）於南也門亞丁墜毀，機上30人全部遇難。
- 1976年12月25日，當埃及航空864次航班（波音707，編號SU-AXA）的駕駛員嘗試調整下降速度失敗後，墜落於泰國曼谷一工業綜合設施。機上52名乘客全數喪生，地面亦有另外19人喪生，總計71人死於本次空難。
- 1985年11月24日，埃及航空648號班機，一架波音737-266客機（編號：SU-AYH）被三名來自尼達爾組織（Abu Nidal Organization）的男子劫機至馬爾他盧加。Omar Rezaq為當中唯一生還的劫機者。經過數小時的談判，埃及軍隊強行攻入機艙，與劫機者駁火，期間劫機者引爆幾枚手榴彈並槍殺了5名以色列人及美國人。飛機於爆炸及火中受到嚴重破壞。最後，6名機員中有2名死亡，91名乘客中亦有58名被殺。
- 1999年10月31日，埃及航空990號航班，一架來往紐約甘迺迪國際機場及開羅的波音767-366ER客機（編號：SU-GAP）墜落於楠塔基特島對出的大西洋水域。該航班的副駕駛員埃爾巴圖迪（Gameel Al-Batouti）被美國有關當局指他進行自殺，蓄意將飛機撞毀。但埃及官員已對有關說法提出強烈質疑。
- 2002年5月7日，埃及航空843號航班，一架由開羅飛往突尼斯的波音737-566客機（編號：SU-GBI），在降落迦太基國際機場途中，墜毀於約6公里外的山區，3名機組人員及11名乘客死亡。
- 2011年7月29日，埃及航空一架波音777-200ER（註冊編號SU-GBP）在開羅國際機場準備執行飛往吉達的MS667次班機，停泊期間駕駛艙失火，機上人員全數逃生，而起火的客機則因無法修復而報廢。[5]
- 2016年3月29日，埃及航空181號班機由空中巴士A320客機執飛，由亞歷山卓飛往開羅時被劫持，其後被逼降落於拉納卡國際機場，機上有55名乘客及7名機組人員被劫持。最終，機組人員及所有乘客獲悉，劫機者舉手投降。

2016年5月19日，埃及航空804号班机，一架空中客车A320-232 (编号：SU-GCC) 从巴黎飞往开罗途中坠入地中海，机上66人全部遇难。法国民航安全调查与分析局 (BEA) 于 2022 年开展的一项调查发现，坠机原因是驾驶舱起火，起火原因是飞行员的香烟烟雾与面罩泄漏的氧气相结合

## 外部連結
- 埃及航空官方網頁
- 埃及航空機隊機齡 （页面存档备份，存于）
- 詳細埃及航空機隊資料 （页面存档备份，存于）
- 埃及航空乘客意見 （页面存档备份，存于）